# The Day Is My Enemy
The Day Is My Enemy – szósty album studyjny brytyjskiej grupy muzycznej The Prodigy, wydany 30 marca 2015. W Stanach Zjednoczonych płyta ukazała się nakładem Three Six Zero Group oraz Warner Bros. Records, a w Wielkiej Brytanii – Take Me to the Hospital/Cooking Vinyl. Singlem promującym album jest utwór „Nasty”.
Krążek zadebiutował w Wielkiej Brytanii na pierwszym miejscu notowania UK Albums Chart. Dzięki sprzedaży ponad 100 tysięcy egzemplarzy na wyspach brytyjskich uzyskał status złotej płyty. W Polsce album dotarł do 7 miejsca w notowaniu OLiS.

## Lista utworów
1. „The Day Is My Enemy” – 4:24
2. „Nasty” – 4:03
3. „Rebel Radio” – 3:52
4. „Ibiza” (feat. Sleaford Mods) – 2:45
5. „Destroy” – 3:52
6. „Wild Frontier” – 2:45
7. „Rok-Weiler” – 4:28
8. „Beyond the Deathray” – 3:08
9. „Rhythm Bomb” (feat. Flux Pavilion) – 4:12
10. „Roadblox” – 5:00
11. „Get Your Fight On” – 3:38
12. „Medicine” – 3:56
13. „Invisible Sun” – 4:16
14. „Wall of Death” – 4:12

Wydanie na iTunes
1. „Rise of the Eagles” – 3:47

Expanded Edition
1. „The Day is My Enemy” (Liam H Remix) (feat. Dope D.O.D.) – 2:53
2. „Shut 'em Up” (The Prodigy vs Public Enemy vs Manfred Mann) – 4:20
3. „Get Your Fight On” (na żywo w Alexandra Palace 2015) – 3:49
4. „Roadblox” (na żywo w Sonicmania Japan 2015) – 4:17
5. „Roadblox” (The Jaguar Skills Ninja Terminator Remix) – 4:19
6. „Roadblox” (Reso Remix) – 4:32
7. „Medicine” (South Central Remix) – 4:42
8. „AWOL (Strike One)” – 2:59
9. „Nasty” (Spor Remix) – 5:09
10. „Nasty” (Zinc Remix) – 4:11
11. „Nasty” (Onen Remix) – 3:57
12. „Wild Frontier” (Killsonik Remix) – 5:27
13. „Wild Frontier” (Wilkinson Remix) – 4:17
14. „Wild Frontier” (Jesse and the Wolf Remix) – 3:40
15. „Wild Frontier” (Shadow Child VIP) – 5:42
16. „Ibiza” (Instrumental) – 2:45
17. „Rebel Radio” (Proxy Remix) – 5:16
18. „Rebel Radio” (René LaVice's Start a Fucking Riot Remix) – 5:05
19. „The Day is My Enemy” (Caspa Remix) – 3:30
20. „The Day is My Enemy” (Chris Avantgarde Remix) – 3:52
21. „The Day is My Enemy” (LH Edit) – 3:36

Wydanie japońskie
1. „Rebel Radio” (Proxy Remix) – 5:16
2. „Wild Frontier” (KillSonik Remix) – 5:17

HMV Exclusive Remix EP
1. „Wild Frontier” (KillSonik Remix) – 5:27
2. „Wild Frontier” (Jesse and the Wolf Remix) – 3:40
3. „Wild Frontier” (Wilkinson Remix) – 4:16
4. „Wild Frontier” (Instrumental) – 4:28
5. „Nasty” (Instrumental) – 4:03
6. „Nasty” (Spor Remix) – 5:09

Tour Edition CD2
1. „AWOL (Strike One)” – 2:58
2. „Rebel Radio” (René LaVice's Start a Fucking Riot Remix) – 5:08
3. „Nasty” (Spor Remix) – 5:11
4. „The Day is My Enemy” (Caspa Remix) – 3:30
5. „Wild Frontier” (Jesse and the Wolf Remix) – 3:38
6. „Wild Frontier” (Shadow Child Remix) – 5:43
7. „Nasty” (Onen Remix) – 3:59
8. „Nasty” (Zinc Remix) – 4:13
9. „Wild Frontier” (Wilkinson Remix) – 4:18

## Notowania i certyfikaty
| Lista przebojów (2015)              | Najwyższa pozycja |
| ----------------------------------- | ----------------- |
| Australia (ARIA Charts)             | 8                 |
| Austria (Ö3 Austria Top 40)         | 10                |
| Belgia (Ultratop Flandria)          | 6                 |
| Belgia (Ultratop Walonia)           | 8                 |
| Dania (Album Top-40)                | 32                |
| Finlandia (Suomen virallinen lista) | 7                 |
| Francja (SNEP Walonia)              | 17                |
| Holandia (MegaCharts)               | 2                 |
| Irlandia (IRMA)                     | 4                 |
| Niemcy (Offizielle Deutsche Charts) | 6                 |
| Norwegia (VG-Lista)                 | 17                |
| Nowa Zelandia (Recorded Music NZ)   | 18                |
| Polska (OLiS)                       | 7                 |
| Portugalia (AFP)                    | 24                |
| Stany Zjednoczone (Billboard 200)   | 127               |
| Szwajcaria (Alben Top 100)          | 3                 |
| Węgry (MAHASZ)                      | 24                |
| Wielka Brytania (OCC)               | 1                 |
| Włochy (FIMI)                       | 19                |

| Kraj                  | Certyfikat  | Sprzedaż |
| --------------------- | ----------- | -------- |
| Wielka Brytania (BPI) | Złota płyta | 130 000+ |